# Discografia di Jazmine Sullivan
La discografia di Jasmine Sullivan, cantautrice statunitense, comprende quattro album in studio, una raccolta e ventitré singoli, di cui sette in collaborazione con altri artisti.

## Album

### Album in studio
| Anno | Titolo | Posizione massima | Posizione massima | Posizione massima | Certificazioni |
| Anno | Titolo | US                | FRA               | UK                | Certificazioni |
| ---- | --- | ----------------- | ----------------- | ----------------- | -------------- |
| 2008 | Fearless - Pubblicato: 23 settembre 2008 - Etichetta: J Records, Arista Records - Formati: CD, download digitale, streaming    | 6                 | 95                | —                 | - USA: Platino |
| 2010 | Love Me Back - Pubblicato: 29 novembre 2010 - Etichetta: J Records, Arista Records - Formati: CD, download digitale, streaming | 17                | —                 | —                 |                |
| 2015 | Reality Show - Pubblicato: 13 gennaio 2015 - Etichetta: RCA Records - Formati: CD, download digitale, streaming                | 12                | —                 | —                 |                |
| 2021 | Heaux Tales - Pubblicato: 8 gennaio 2021 - Etichetta: RCA Records - Formati: CD, LP, download digitale, streaming              | 4                 | —                 | 79                | - USA: Oro     |

### Raccolte
| Anno | Titolo e dettagli                                                                                         |
| ---- | --- |
| 2011 | Always Have Jazmine - Pubblicato: 1º dicembre 2011 - Etichetta: Indipendente - Formati: download digitale |

## Singoli

### Come artista principale
| 2008                                                                                          | Need U Bad                          | 37  | 1  | Fearless     | - USA: Platino |
| 2008                                                                                          | Bust Your Windows                   | 31  | 4  | Fearless     | - USA: Platino |
| 2008                                                                                          | Lions, Tigers & Bears               | 74  | 10 | Fearless     | - USA: Oro     |
| 2009                                                                                          | Dream Big                           | 37  | —  | Fearless     |                |
| 2010                                                                                          | Holding You Down (Goin' in Circles) | 60  | 3  | Love Me Back |                |
| 2010                                                                                          | 10 Seconds                          | 106 | 15 | Love Me Back |                |
| 2011                                                                                          | Excuse Me                           | —   | 71 | Love Me Back |                |
| 2014                                                                                          | Dumb (feat. Meek Mill)              | —   | —  | Reality Show |                |
| 2014                                                                                          | Forever Don't Last                  | —   | —  | Reality Show |                |
| 2015                                                                                          | Let It Burn                         | —   | —  | Reality Show | - USA: Oro     |
| 2017                                                                                          | Insecure (con Bryson Tiller)        | —   | —  | Insecure     | - USA: Platino |
| 2020                                                                                          | Lost One                            | —   | —  | Heaux Tales  |                |
| 2020                                                                                          | Pick Up Your Feelings               | 75  | 27 | Heaux Tales  | - USA: Platino |
| 2021                                                                                          | Girl like Me (feat. H.E.R.)         | 97  | 29 | Heaux Tales  | - USA: Oro     |
| 2022                                                                                          | Hurt Me So Good                     | —   | —  | Heaux Tales  |                |
| 2022                                                                                          | Stand Up                            | —   | —  | Till         |                |
| "—" indica che l'opera non si è classificata o che non è stata pubblicata in quel territorio. |                                     |     |    |              |                |

### Come artista ospite
| Anno | Titolo                                                    | Album                   |
| ---- | --------------------------------------------------------- | ----------------------- |
| 2009 | Champion (Ace Hood feat. Rick Ross e Jazmine Sullivan)    | Ruthless                |
| 2009 | World Tour (Wale feat. Jazmine Sullivan)                  | Attention Deficit       |
| 2017 | Meditation (GoldLink feat. Jazmine Sullivan e Kaytranada) | At What Cost            |
| 2017 | Sideline (Niia feat. Jazmine Sullivan)                    | N.D.                    |
| 2019 | Hard to Believe (Kidness feat. Jazmine Sullivan)          | Something Like a War    |
| 2021 | Outlawz (Rick Ross feat. Jazmine Sullivan & 21 Savage)    | Richer Than I Ever Been |
| 2022 | 'Round Midnight (Adam Blackstone feat. Jazmine Sullivan)  | Legacy                  |